# Waldberg (Ebbegebirge)
Die Waldberg im Ebbegebirge ist ein etwa 638 m ü. NHN  hoher Ausläufer der Nordhelle im Westteil des Sauerlands im Märkischen Kreis, Nordrhein-Westfalen.
Der bewaldete Waldberg liegt innerhalb des Naturparks Ebbegebirge im Städtedreieck von Herscheid im Nordnordwesten, Meinerzhagen im Westen und Attendorn im Osten, rund 1,2 km ostsüdöstlich der Nordhelle und ist ein Ausläufer der letztgenannten, da seine Schartenhöhe nur etwa 3 m beträgt. Nach Norden fällt die Landschaft zum Ebbebach genannten Oberlauf der Oester ab, nach Süden unter anderem entlang eines anderen Ebbebachs zur Ihne.
Auf dem Waldberg befindet sich eine Sendeanlage mit dem Fernmeldeturm Ebbegebirge und rund 70 m nordnordwestlich des Turms ein trigonometrischer Punkt: 632,2 m. Laut der auf aktuellen topographischen Karten sichtbaren Höhenlinie ist der Gipfel überbaut und liegt auf etwa 638 m Höhe oder knapp darüber .